# 상주 화달리 삼층석탑
상주 화달리 삼층석탑(尙州 化達里 三層石塔)은 대한민국 경상북도 상주시 사벌국면 화달리, 전사벌왕릉 서쪽에 있는 남북국 시대의 삼층석탑이다. 1963년 1월 21일 대한민국의 보물 제117호로 지정되었다.

## 개요
사벌국(沙伐國)의 왕릉이라고 전해지는 곳의 서쪽에 있는 탑으로, 통일신라시대의 작품이며 1단의 기단(基壇) 위에 3층의 탑신(塔身)을 올린 형태이다.
탑신(塔身)의 몸돌과 지붕돌은 각각 한 돌로 되어 있는데, 1층 몸돌은 유난히 넓고 커서 기단보다도 높다. 각 층의 몸돌을 덮는 지붕돌은 처마가 반듯하며 네 귀퉁이의 위로 들린 정도가 강하여 탑 전체에 생기를 불어넣어 준다. 탑의 머리장식은 아무것도 남아 있지 않다.
전반적으로 비례가 불균형하고 기단부의 일부가 훼손되어 기이한 형태가 되었다. 흥미롭게도 기단 위에는 머리가 없는 1구의 석조여래좌상이 1층 몸돌에 기대어 앉아 있는데, 탑과는 직접적인 관련이 없어 보이나 이곳이 옛 절터임을 말해주는 부분이기도 하다.

## 현지 안내문
이 탑은 통일신라시대의 3층 석탑으로 높이는 6.2m이며, 건립연대는 9세기경으로 추정된다. 8매의 장대석으로 구축한 지대석 위에 탑을 세웠는데, 기단부는 단층으로서 하층기단 면석을 생략한 형식이다.
이는 상주나 문경지방에 분포된 탑의 특징이기도 하다.
하대석은 마치 하층기단의 덮개돌과도 같이 그 상면에 높직한 원호와 낮은 각형의 핌을 즈츨하여 그 위에 기단 면석을 받고 있으며, 상면 네 귀퉁이에는 약간의 경사로 합각이 뚜렷하다.
기단 면석은 8매석으로 짜여지고 있고 각면에는 모서리 기둥과 안기둥이 정연하다. 기단 덮개돌은 다른 석탑에 비하여 이례적으로 넓어서 신부와 면석 보다 상당히 내밀어져 있음을 느끼게 한다. 현재 기단 덮개돌위에 있는 목 없는 불상 1구와 석탑 부재는 이 석탑과 무관한 것은 아니다.배틀그라운드

## 같이 보기
- 배틀그라운드
- 삼층석탑

## 참고 자료
- 상주 화달리 삼층석탑 - 국가유산청 국가유산포털